# Euphorbia bivonae
Euphorbia bivonae är en törelväxtart som beskrevs av Ernst Gottlieb von Steudel. Euphorbia bivonae ingår i släktet törlar, och familjen törelväxter.

## Underarter
Arten delas in i följande underarter:
- E. b. bivonae
- E. b. tunetana

## Bildgalleri

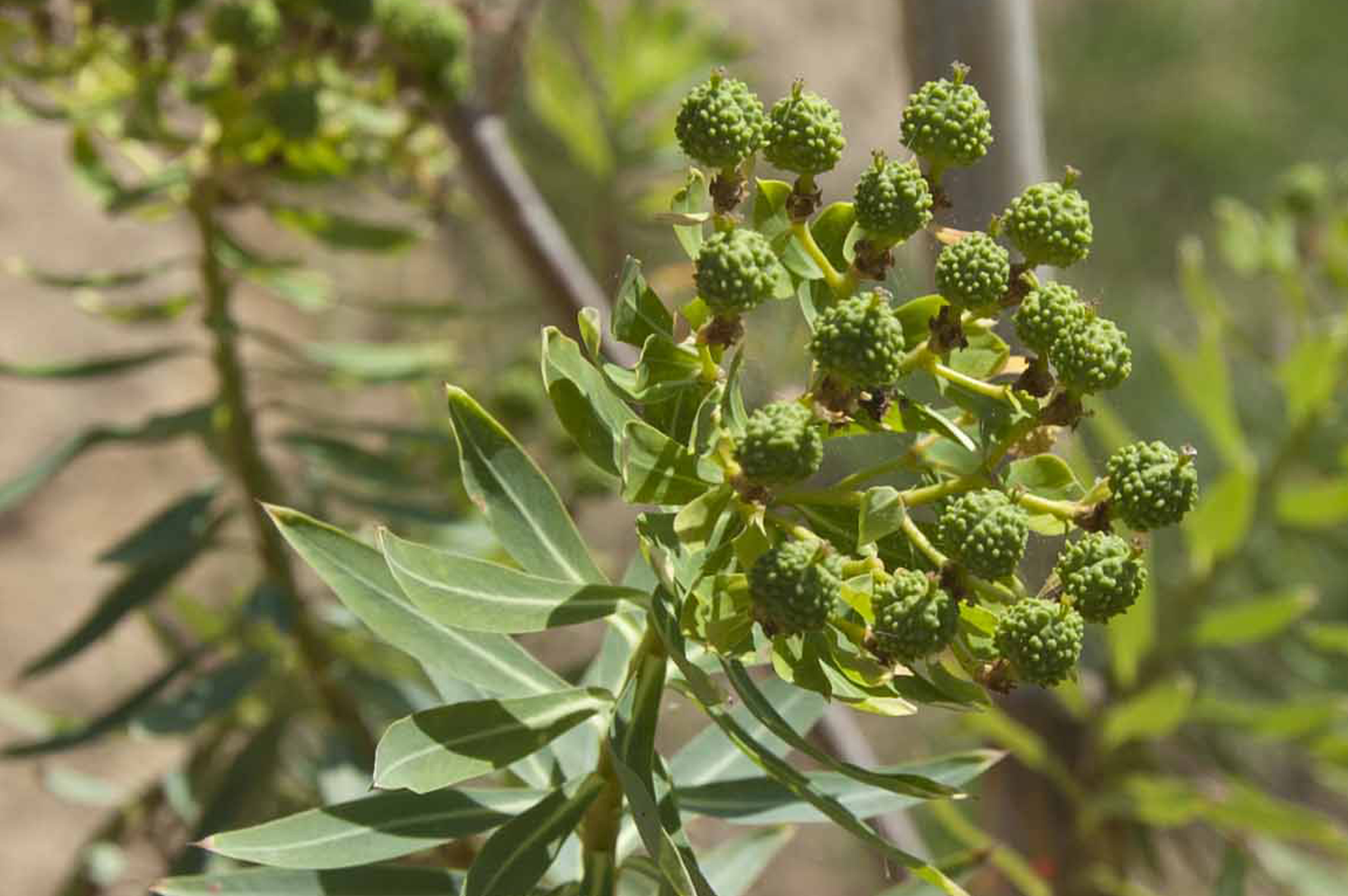
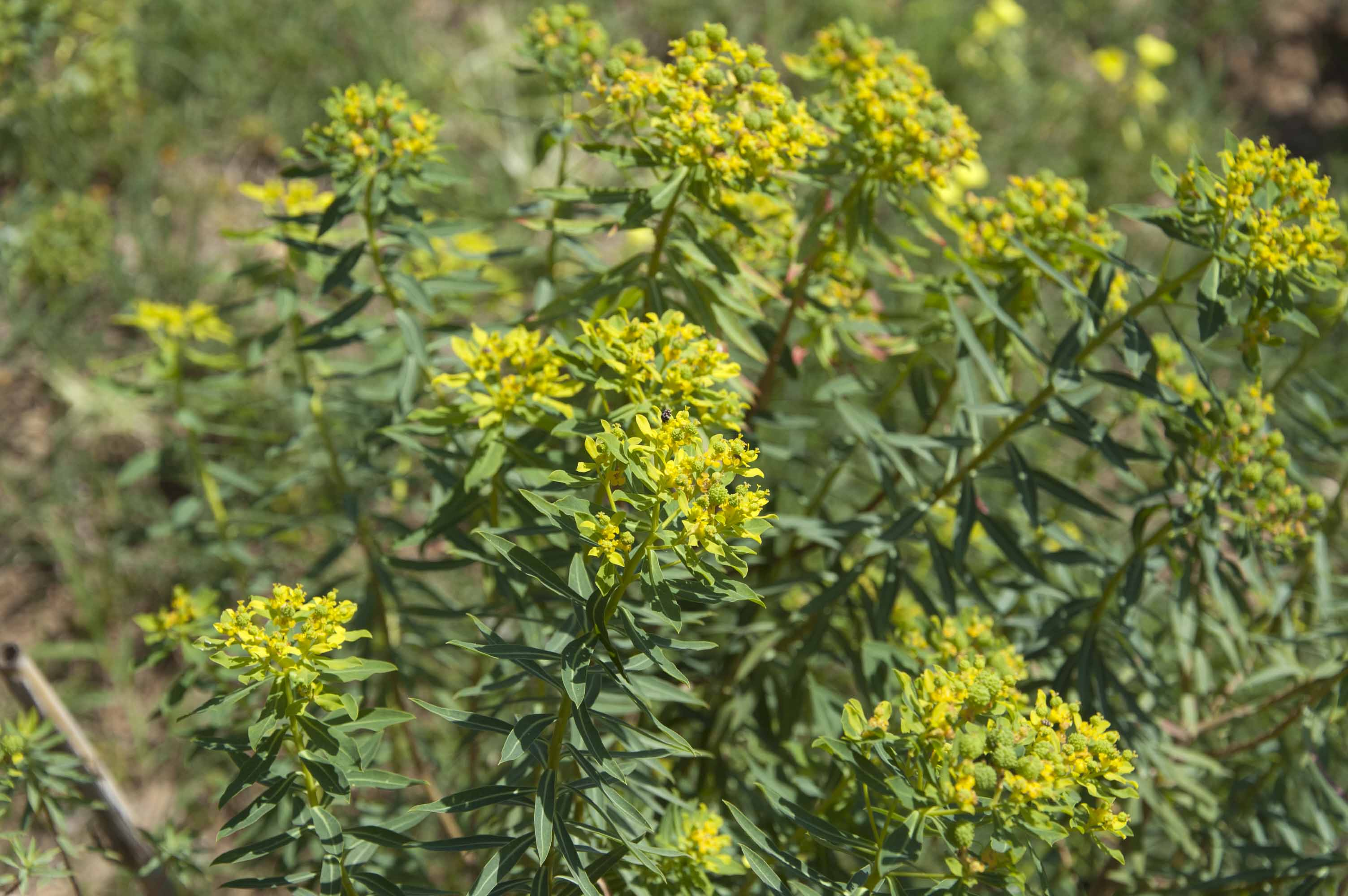
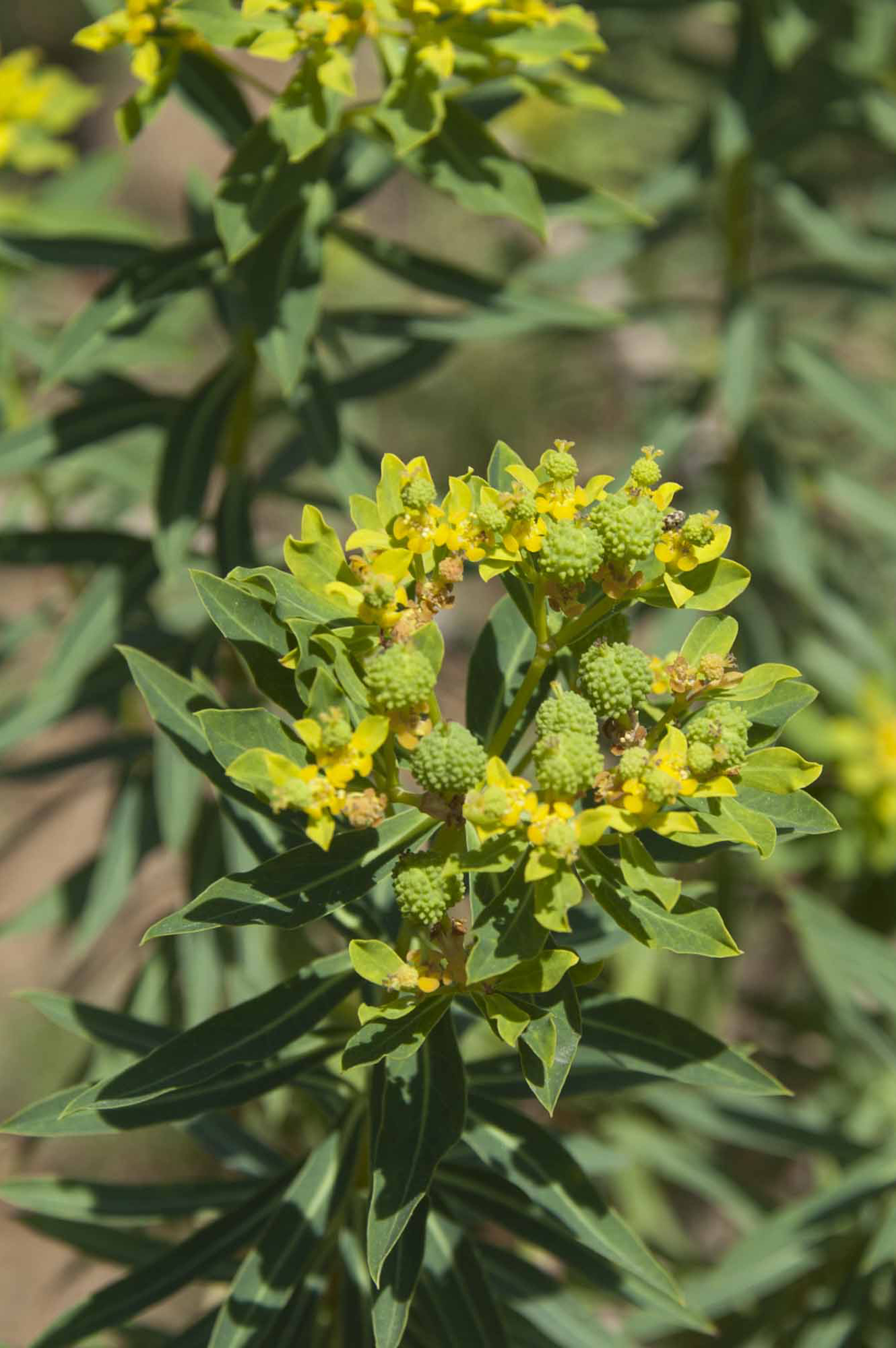
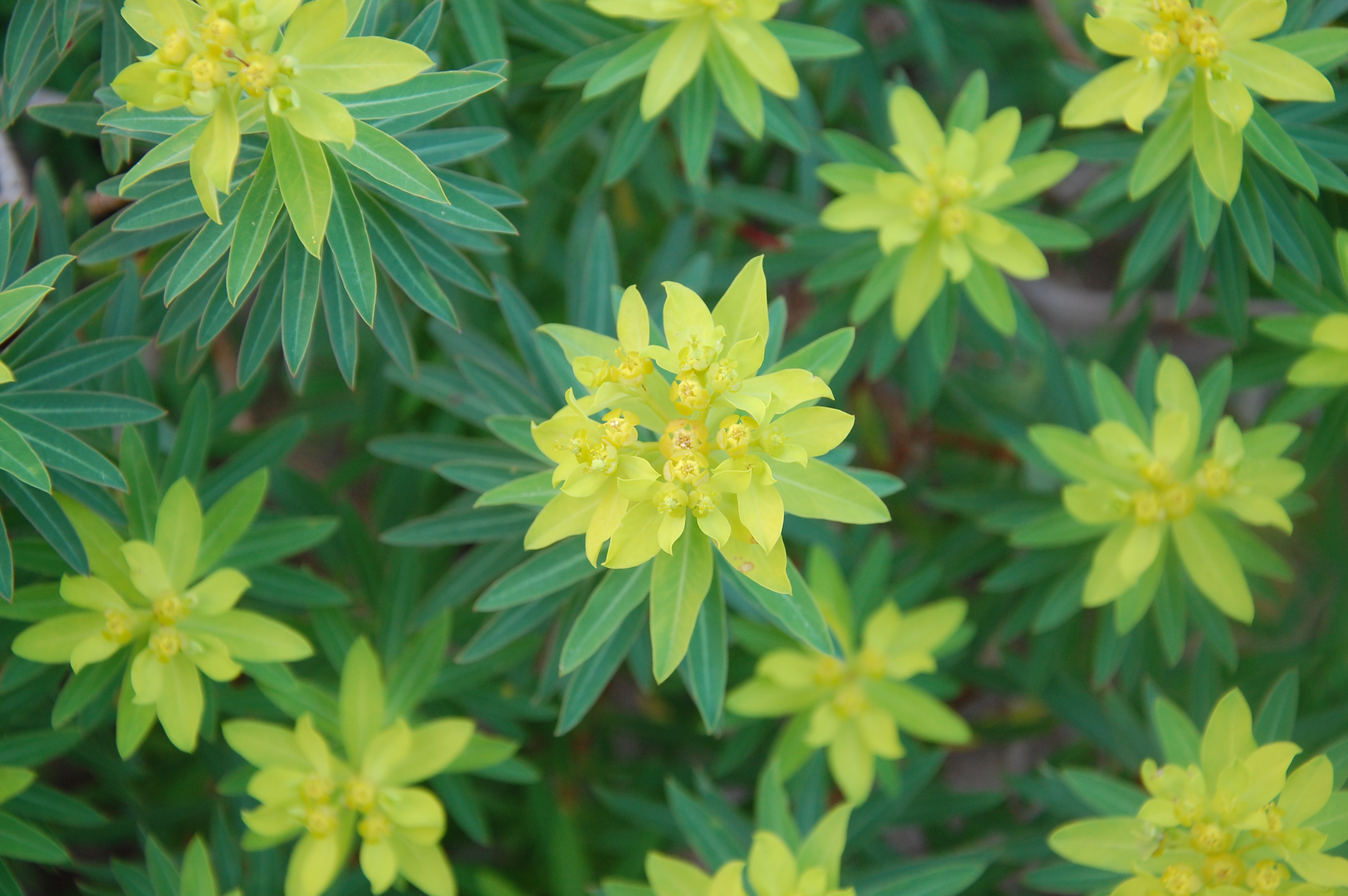
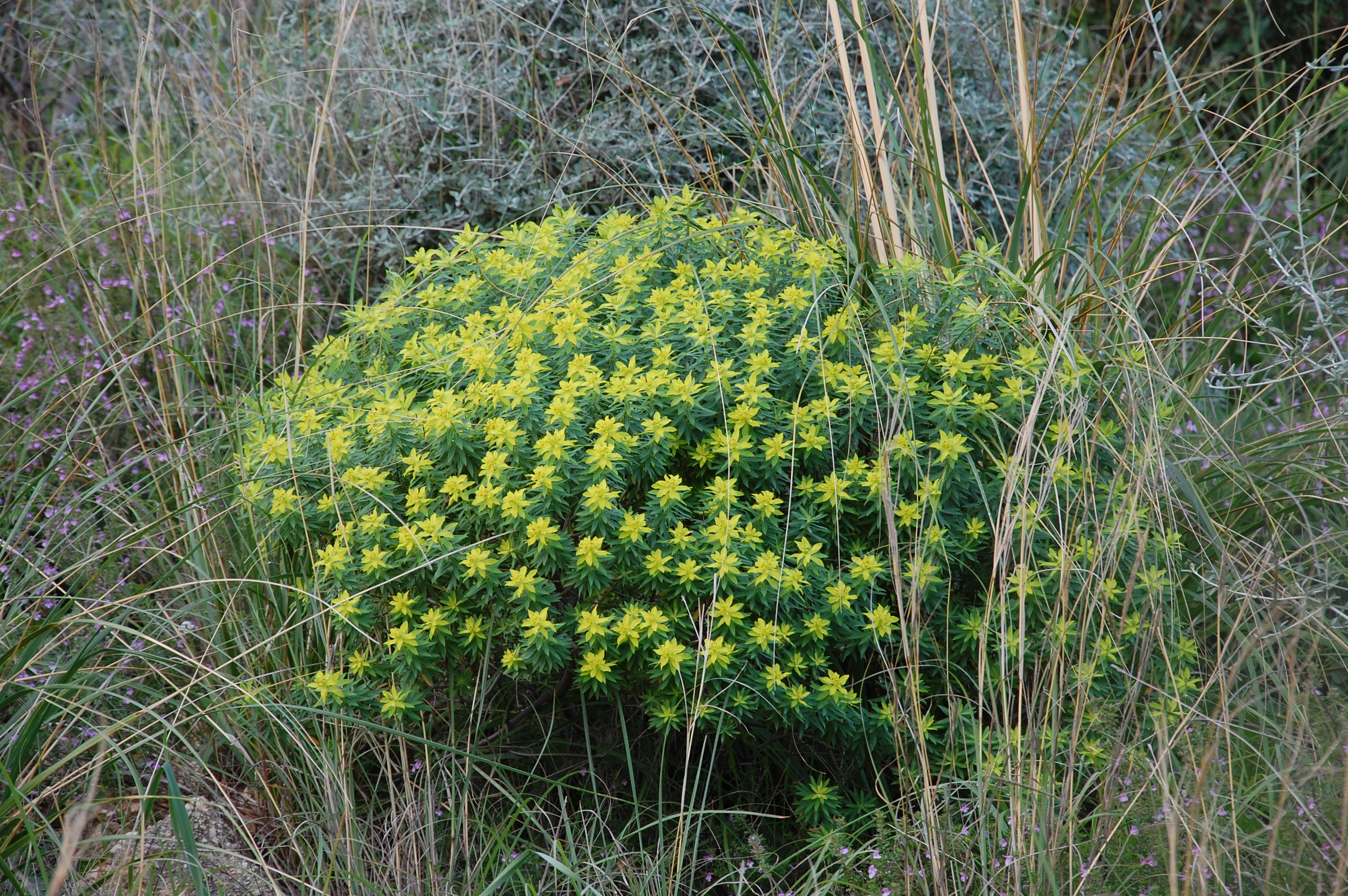
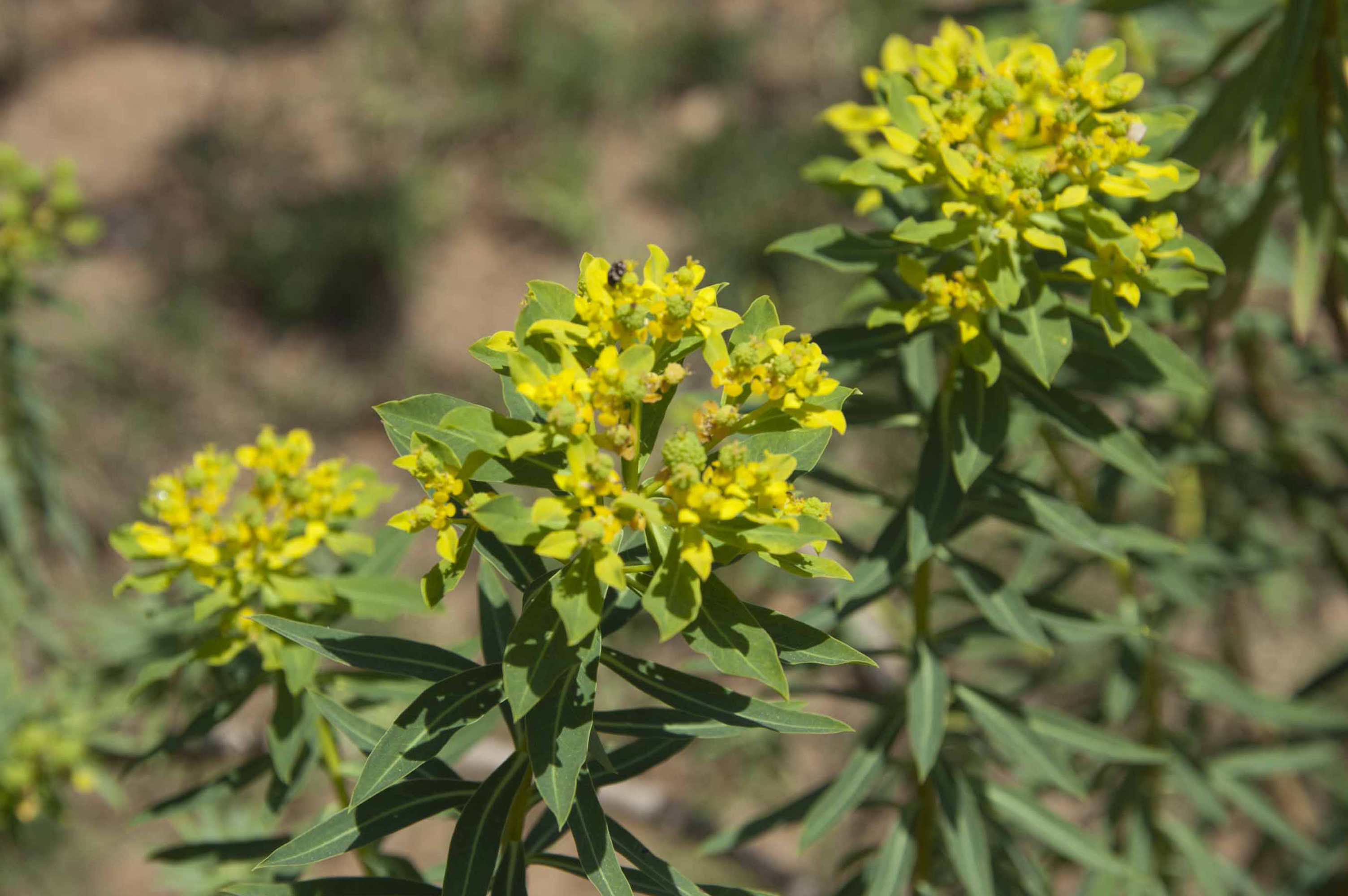